# Sawney Bean

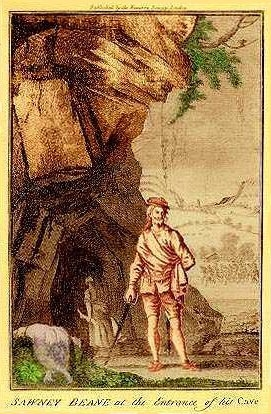
Sawney Beane przed wejściem do swojej jaskini

Sawney Bean, Alexander Bean (lub Beane; Sawney oznacza w języku scots piaskowy) – legendarny szkocki kanibal. Twierdzi się, że on, jego żona i ich 46 potomków zanim zostali złapani, zabili i zjedli ponad tysiąc osób.
Historia pojawia się w Newgate Calendar, katalogu przestępstw i przestępców, którzy przeszli przez więzienie Newgate w Londynie. Chociaż historycy nie wierzą w istnienie Sawneya Beana, jego historia stała się legendą, a zarazem atrakcją turystyczną w Edynburgu.

## Początek
Zgodnie z legendą Aleksander Bean urodził się w East Lothian podczas panowania króla Szkocji Jakuba I (początek XV stulecia), chociaż niektóre źródła mówią o czasach wcześniejszych. Jego ojciec był kopaczem, a matka strzygła żywopłoty. Aleksander próbował pracować jak rodzice, ale szybko okazało się, że uczciwa praca nie jest dla niego.
Bean opuścił dom z kobietą, która według jednej z wersji legendy była wiedźmą zwaną Czarną Agnes Douglas. Ona także podzielała jego poglądy na pracę. Ostatecznie zamieszkali w jaskini w Bannane Head niedaleko Galloway (obecnie South Ayrshire). Jaskinia sięgała prawie 200 metrów w głąb skały, a podczas przypływu wejście było zalane. Identyfikuje się ją z jaskinią Bannane Cave w Ballantrae w Ayrshire. On i jego rodzina mieli tam mieszkać niezauważeni przez 25 lat.

## Kanibalizm w rodzinie Sawneya
Początkowo Aleksander i Agnes utrzymywali się z obrabowywania podróżników. Wydawali ich pieniądze, natomiast kosztowności gromadzili, ponieważ mogły być łatwo rozpoznane. Mieli bardzo dużo dzieci, a później także wnuków, które pochodziły ze związków kazirodczych. Tuż przed ich złapaniem rodzina liczyła ośmiu synów, sześć córek, osiemnastu wnuków i czternaście wnuczek. Było to razem 46 potomków.
Potrzebując żywności, a nie posiadając żadnych umiejętności czy też chęci do uczciwej pracy, jego rodzina szybko wybrała jedyną możliwą w tej sytuacji drogę – zbrodnię. Ich metoda ataku była prosta i skuteczna, w nocy układali się na ziemi przy gościńcu i cierpliwie czekali na małe grupy lub pojedynczych ludzi, a kiedy ci zbliżyli się dostatecznie, atakowali ich z zaskoczenia. Jako że byli rodziną dość liczną mogli odciąć wszystkie możliwe drogi ucieczki.
Niestety mizerny dochód z tych rabunków nie był wystarczający dla utrzymania ciągle rosnącej liczby członków klanu, więc zamiast marnować ciała obrabowanych zaczęli je jeść. Ich ofiary były obrabowywane, mordowane, zabierane do jaskini, a tam ćwiartowane i zjadane. Beanowie marynowali resztki z tych uczt. Ostatecznie ich metody stały się tak dobre, że wyrzucali niejadalne części ciał do oceanu, gdzie były zmywane przez fale.
Znikający ludzie i pojawiające się na plażach resztki ciał nie mogły przejść niezauważone przez okoliczną ludność, ale nikt nie domyślał się kto popełniał te zbrodnie. Członkowie klanu Beansów nie wypuszczali się poza jaskinię w czasie dnia, a ofiary zabijali w nocy. Byli tak dobrze ukryci, że nikt z okolicy nie wiedział, że mają rodzinę 48 morderców jako sąsiadów.
Wielu przypadkowych podróżnych padło ofiarą linczów mieszkańców, ale zniknięcia nie ustawały. Szczególna podejrzliwość padła na karczmarzy, którzy widywali zaginionych jako ostatni.

## Złapanie i egzekucja
Po 25 latach tajemnego okrucieństwa i życia poza prawem, historia rodziny zbliżała się do końca. Pewnej nocy czaili się na małżeństwo wracające przez las z lokalnego festynu. Beansowie zaatakowali ich tak jak zwykle, ale mężczyzna okazał się bardzo trudnym przeciwnikiem – zdołał przez jakiś czas utrzymać w oddali swoich przeciwników, mając do dyspozycji tylko miecz i konia. Mimo to jego żona została zdjęta z rumaka i natychmiast zabita. Wtedy mężczyzna zaczął walczyć jak nigdy wcześniej, a jednocześnie duża grupa ludzi wracająca z festynu pojawiła się na gościńcu. Zmusiło to Beansów do wycofania się.
Niedługo po ujawnieniu ich istnienia zostało urządzone ogromne polowanie. Po usłyszeniu o potwornościach, zdecydował się mu przewodzić sam król Jakub IV. Prowadził 400 ludzi i wiele psów uczestniczących w poszukiwaniach, w końcu odnaleźli jaskinię. Był to przerażający widok, śladów morderstw i aktów kanibalizmu na ponad 1000 osobach. Kości i inne części ludzkich ciał były porozrzucane po co całej jaskini.
Cała rodzina została zabrana do więzienia Tolbooth w Edynburgu. Dzieci były tak przyzwyczajone do kanibalizmu i morderstw, że nie wyobrażały sobie innego życia. Szybko zostali przeniesieni do Leith lub Glasgow, gdzie zabito ich bez sądu. Mężczyznom obcięto dłonie i stopy i pozwolono im się wykrwawić na śmierć, natomiast kobiety i dzieci po obejrzeniu tego zostały spalone żywcem.
W mieście Girvan krąży dodatkowy element tej opowieści. Otóż jedna z córek Sawneya miała uciec od rodziny i osiedliła się w tym mieście, posadziła tam drzewo nazwane The Hairy Tree. Jednak po odkryciu jej krewnych została zidentyfikowana i wściekli mieszkańcy powiesili ją właśnie na tym drzewie. The Hairy Tree ciągle rośnie przy ulicy Dalrymple Street.

## Źródła i autentyczność
Niezależnie od prawdziwości lub nie, legenda o Sawneyu Beanie weszła do folkloru brytyjskiego. Prawdziwość tych podań jest podawana w wątpliwość, szczególnie z powodu braku źródeł pisanych. Uważa się, że zbrodnia takiej skali, trwająca tak długo, w której położeniu końca brał udział król, powinna pozostawić co najmniej jakieś notatki. Są nawet niepewności co do tego, który król uczestniczył w obławie, niektórzy mówią o Jakubie IV lub nawet wcześniejszych. Brak także wpisów w pamiętnikach na temat masowych zaginień. Poza tym możliwość ukrywania się tak dużej grupy ludzi przez tak długi czas zasiała ziarno zwątpienia wśród historyków. Twierdzą oni także, że masowe zaginięcia podróżnych powinny doprowadzić do jakiegoś śledztwa. Tu legenda broni się, mówiąc że organizowane obławy nigdy nie docierały do jaskini. Zwraca się szczególnie uwagę na słabe ulokowanie w czasie tych wydarzeń.
Wiele osób wskazuje, na to, że legenda mogła powstać jako brytyjska propaganda antyszkocka po ich powstaniach na początku XVIII wieku.
Wiadomo jednak, że w trakcie epidemii dochodziło do aktów kanibalizmu w okolicy. Zresztą cała okolica Ayrshire słynie z mrocznego folkloru. Być może legenda ma ziarno prawdy, ale z czasem obrosła i zmieniła się, w wyniku czego liczba ofiar przekroczyła tysiąc.

## Sawney Bean w popkulturze
Opowieść o rodzinie kanibali zainspirowała wielu pisarzy i filmowców.

### Powieści i nowele
- Historical and Traditional Tales Connected with the South of Scotland (Historia i legendy związane z południową Szkocją), John Nicholson, 1843
- The Legend of Sawney Bean (Legenda o Sawaney Beanie), Ronald Holmes, 1975
- The Bloody Man (Krwawy mężczyzna), nowela Micka Lewisa, pojawiają się tu wątki z legendy.
- Paying the Piper (Płacąc dudziarzowi), Sharyn McCrumb, historia jest wspomniana.
- She's a Young Thing and Cannot Leave Her Mother (Ona jest zbyt młoda aby opuścić swoją matkę), Harlan Ellison, odniesienie do legendy.
- The Day I Swapped My Dad For Two Goldfish (Dzień kiedy wymieniłem tatę na dwie złote rybki), Neil Gaiman, rybki nazywają się Sawney i Beaney
- Off Season (Poza sezonem), Jack Ketchum, aktualizacja legendy, jaskinia leży tutaj przy wybrzeżu Maine

### Muzyka
- Zespół punkrockowy Real McKenzies nagrał piosenkę Sawney Beane Clan
- Brytyjska grupa neofolkowa Sol Invictus nagrała piosenkę Sawney Bean
- Muzyk Snakefinger nagrał całą płytę Night of Desirable Objects inspirowaną tą opowieścią
- Deathmetalowa grupa z USA Deeds of Flesh nagrała płytę Inbreeding the anthropophagi
- Polski zespół metalowy Las Trumien nagrał inspirowany legendą utwór pod tytułem Klan[1]

### Film
Zrealizowano kilka niskobudżetowych filmów opartych na tej legendzie:
- Wzgórza mają oczy – 1977 w reżyserii Wesa Cravena, historia przeniesiona na współczesny grunt amerykański. Zrealizowano kilka kontynuacji tego filmu i remaków.
- Linia śmierci (Death Line), znany też jako Świeże mięso (Raw Meat) – tutaj Sawneyem był bezdomny żyjący w londyńskim metrze.
- Zła rasa:Legenda Samhain (Evil Breed:The Legend of Samhain) – 2003 w reżyserii Christiana Viela, historia dzieje się we współczesnej Irlandii.
- W anime Shingeki no Kyojin w odcinku 15 zostają od jego imienia nazwane tytany – Sawney i Bean
- Sawney: Kanibal ze Szkocji (Sawney:Flesh of Man) – 2012 w reżyserii Rickiego Wooda, historia dzieje się we współczesnej Szkocji.